# 16. Armee (Rote Armee)

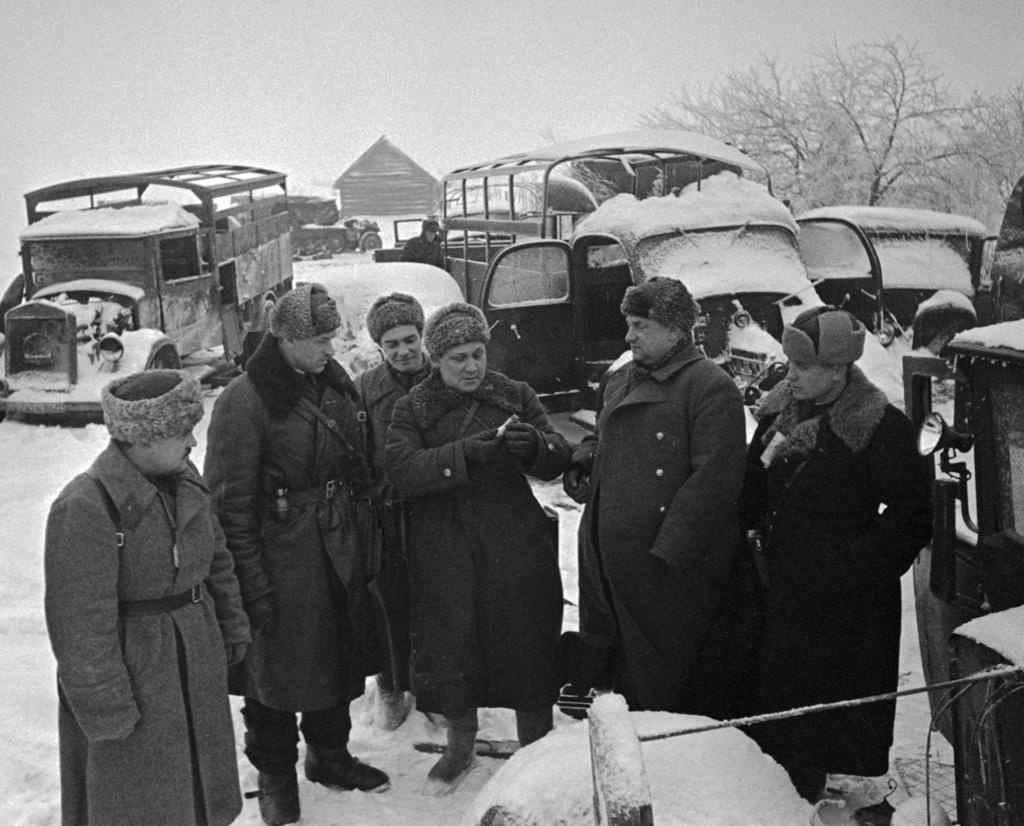
Der Kommandeur der 16. Armee, Generalleutnant Rokossowski, der Zweite von links, das Mitglied des Militärrats Lobatschew und der Schriftsteller Stawski untersuchen Nazi-Fahrzeuge. (1941)

Die 16. Armee (russisch 16-я армия) war ein Großverband der Roten Armee im Zweiten Weltkrieg.

## Geschichte

### 1. Formation
Sie wurde im Juli 1940 im Transbaikal-Militärbezirk gebildet und schützte dort die Grenze der burjatisch-mongolischen SSR. Die 1. Formation der 16. Armee umfasste folgende Großverbände: 
- 32. Schützenkorps, Generalmajor T. K. Kolomijez (46. und 152. Schützendivision);
- 5. mechanisiertes Korps, Generalmajor I. P. Alexejenko (13., 17. und, 57. Panzerdivision, 109. motorisierte Schützendivision, eine separate Panzerbrigade und das 8. separate motorisierte Regiment; insgesamt umfasste das Korps 1300 Panzer)
- Ein Artillerie-Regiment des 126. Korps und 112. separate Flugabwehr-Artillerie-Division.

Ende Mai 1941 erhielt die 16. Armee Befehl in den Kaukasus nahe der iranischen Grenze zu verlegen, wurde dann aber zum Militärbezirk Orjol und schließlich in den Besonderen Militärbezirk Kiew verlegt. Die ersten Einheiten der 16. Armee (109. motorisierte Division des 5. mechanisierten Korps) kamen bereits vor Kriegsbeginn am 18. Juni 1941 in Berditschew an. Die Einsatzgruppe Lukin (Generalleutnant M. F. Lukin) traf die Entscheidung mit der 109. motorisierte Schützendivision die Stadt Schepetowka zu verteidigen und befahl das von der deutschen Panzergruppe 1 besetzte Ostrog zurückzuerobern. Der folgende Kampfabschnitt am Slutsch-Abschnitt wurde durch das neu herangeführte 7. Schützenkorps (Generalmajor K. L. Dobroserdow) übernommen und der Armeestab freigemacht.
Ab 14. Juli wurde die Situation an der Westfront bedrohlich. Die deutsche Panzergruppe 2 die über den Dnjepr bei Shklow in Richtung auf Gorki durchgebrochen war, versuchte in Smolensk einzudringen, konnte jedoch zwischen Gusino und Chochlowo aufgehalten und nach Südwesten abgedrängt werden. 
Im Bestand der Westfront nahm die 16. Armee dann im engen Zusammenwirken mit der 19. und 20. Armee an der Smolensker Schlacht teil.
Armeegliederung am 20. Juli 1941
32. Schützenkorps (Generalmajor T. K. Kolomijez)
- 46. Schützendivision (Generalmajor A. A. Filatow)
- 129. Schützendivision (Generalmajor A. M. Gorodnjanski)
- 152. Schützendivision (Oberst P. N. Tschernyschew)

34. Schützenkorps (Generalleutnant R. P. Chmelnitzki)
- 158. Schützendivision (Oberst W. I. Nowoschilow)
- 127. Schützendivision (Generalmajor T. G. Kornejew)

Am 22. Juli übergab das Hauptquartier der 19. Armee seine unterstellten Truppen an die 16. Armee und verlegte zurück in die Region Medyn. Die eingekesselten Formationen der 20. und 16. Armee kämpften im Ring um Smolensk bis zum Untergang weiter.

### 2. Formation
Generalleutnant Rokossowski übernahm am 8. August 1941 die Führung einer neu zusammengesetzten 16. Armee (152., 38. und 108. Schützen-, 1. und 18. motorisierte Division), welche nach dem Verlust von Smolensk im Raum Jarzewo bis Anfang September zu starken Gegenangriffen bei Duchowschtschina herangezogen wurde. Die Armee kämpfte Anfang Oktober 1941 in der Kesselschlacht um Wjasma und nahm dann an der Schlacht vor Moskau teil. Bei der sowjetischen Gegenoffensive Anfang Dezember operierten die Armeetruppen zusammen mit der 20. Armee in Richtung auf Wolokolamsk und Juchnow. Mehrere erfolgreiche Schützendivisionen wurden in dieser Zeit zu Garde-Divisionen umbenannt.
Ab 27. Januar 1942 wurde die 16. Armee im Raum Suchinitschi – Koselsk – Kirow in eine neue Stellungsfront verlegt, welche die 16. Armee zusammen mit der 10. Armee verteidigte. Im August 1942 waren die Armeetruppen an der erfolgreichen Abwehr der deutschen Panzeroffensive Unternehmen Wirbelwind beteiligt. Am 16. April 1943 erfolgte im Raum Schisdra die Umbenennung der 16. Armee in 11. Gardearmee.

### 3. Formation
Am 10. Juli 1943 wurde eine neue 16. Armee bei der 2. Fernostfront aufgestellt, welche die Grenze zu Japan auf Sachalin und am Tatarensund deckte.
Im August 1945 nahm die Armee an der Operation Auguststurm teil, wo sie mit der Nordpazifikflottille die Südsachaliner Operation durchführte, sowie mit Teilkräften an der Landungsoperation auf den Kurilen beteiligt war. 
- Zu diesem Zeitpunkt waren ihr im  Wesentlichen das 56. Schützenkorps (drei Schützendivisionen), der 3., 103. und 104. befestigte Raum, die 5. und 113. separate Schützenbrigade und die 214. Panzerbrigade unterstellt.

Am 1. Oktober 1945 wurde die 16. Armee Teil des fernöstlichen Militärbezirks und innerhalb eines Monats im Zusammenhang mit der Demobilisierung der UdSSR aufgelöst.

## Führung
Befehlshaber
- Generalleutnant Michail Fjodorowitsch Lukin (Juli 1940 – August 1941)
- Generalmajor/Generalleutnant Konstantin Konstantinowitsch Rokossowski (8. August 1941 – 13. Juli 1942)
- Generalmajor Nikolai Iwanowitsch Kirjuchin, (als Stellvertreter 8. März 1942 – April 1942)
- Generalleutnant Iwan Christophorowitsch Bagramjan (13. Juli 1942 – 16. April 1943)
- Generalmajor Michail Georgjewitsch Dubkow (10. Juli – 8. September 1943)
- Generalmajor/Generalleutnant Leonti Georgjewitsch Tscheremisow (8. September 1943 – Oktober 1945)

Stabschefs
- Michail Alexejewitsch Schalin (Juli 1940 – August 1941)
- Generalmajor Michail Sergejewitsch Malinin (19. August 1941 – Juli 1942)
- Generalmajor Wassili Grigorjewitsch Terentjew (Juli 1942 – Februar 1943)
- Oberst Lew Lwowitsch Borisow (1943/45)

Mitglieder des Kriegrates
- Divisionskommissar Alexei Andrejewitsch Lobatschew (Juli - September 1942)
- Regimentskommissar Filip Wassiljewitsch Jaschetschkin
- Divisionskommissar/Generalmajor P. N. Kulikow (November 1942 - April 1943)
- Jakow Borisowitsch Terentjew (ab Juli 1943)
- Nikolai Iwanowitsch Rjaposow (bis Oktober 1945)